# Pedro Mourlane Michelena
Pedro Mourlane Michelena o Mitxelena (Irun, 11 de setembre de 1888 - Madrid, 25 de novembre de 1955) va ser un periodista i polígraf espanyol.

## Biografia
Va estudiar medicina, lletres i història a la Universitat de Valladolid, però es va consagrar al periodisme, no sense abans publicar Inquietudes (1906), el seu primer i juvenil llibre. D'àmplies i profundes preocupacions culturals, dominava diversos idiomes moderns i va col·laborar en gran nombre de publicacions: Novedades, Hermes, Bidasoa, La Esfera, Vida Vasca o El Pueblo Vasco. Va recollir part dels seus articles en El discurso de las armas y las letras (1915). El 1918 va participar en el I Congrés d'Estudis Bascos d'Oñati amb la seva dissertació Los poetas en lengua vasca o la Poesía Vascongada en el siglo XIX. El 1921 va ser nomenat director de la revista gràfica La Semana de Bilbao i el 1924 va passar a dirigir el vespertí monàrquic La Noche; en la seva redacció va formar al costat del poeta Ramón de Basterra, Ramiro de Maeztu, Jacinto Miquelarena i Rafael Sánchez Mazas. Va ingressar en el partit Falange Española i, gran conversador, va freqüentar la tertúlia del Lion d'Or i la de Prieto. Va entrar a El Liberal (1926), any en què a més el van nomenar arxiver bibliotecari de la Diputació de Biscaia i el va dirigir després fins a començaments d'abril de 1931; ja el 1930 havia estat nomenat cronista d'Irun.
Va abandonar El Liberal i es va traslladar a Madrid, on es va fer especialment famós conreant la crítica literària en el diari El Sol. Va ajudar amb altres falangistes a posar lletra a l'himne de Falange Espanyola Cara al sol. Després de la guerra civil, va dirigir algunes de les seves publicacions més característiques, com el diari Arriba i les revistes literàries Vértice i Escorial; va formar part de l'Acadèmia Musa Musae i va pertànyer al Patronat Menéndez y Pelayo del depurat Consell Superior d'Investigacions Científiques, així com a la Junta General de Cronistes d'Espanya, i va estar en la junta directiva de l'Associació de la Premsa de Madrid des de 1949 com a vocal i després com a vicepresident. Durant la Segona Guerra Mundial va fer la crònica política internacional en la Revista de Estudios Políticos i va donar nombroses conferències a diversos països. Pòstumament, va aparèixer el seu llibre Arte de repensar los lugares comunes (1956). Va ser oficial de l'Orde del Sol de Perú i posseïa la Creu distingida de Sant Ramon de Penyafort, entre altres condecoracions.
Com a escriptorm va ser molt actiu i influent i va destacar per la qualitat de pàgina de la seva prosa. El seu arxiu i biblioteca va ser donada a la ciutat d'Irun i està a la seva biblioteca municipal.

## Obres
- Inquietudes (Valladolid, 1906).
- El discurso de las armas y las letras (Bilbao, Biblioteca de Amigos del País, 1915).
- Los poetas en lengua vasca o la Poesía Vascongada en el siglo XIX (1918)
- Arte de repensar los lugares comunes. Alegre versión del tópico y el contratópico de Prensa (Madrid, El Grifón de Plata, 1956).